# كات كويرو
كات كويرو (بالإنجليزية: Kat Coiro)‏ هي منتجة أفلام وكاتبة سيناريو ومخرجة وممثلة أمريكية، ولدت في القرن العشرين في نيويورك في الولايات المتحدة.

## أعمال

### أفلام
- قضية بشأنك

### مسلسلات
- فيرونيكا مارس

## وصلات خارجية
- كات كويرو على موقع IMDb (الإنجليزية)
- كات كويرو على موقع ألو سيني (الفرنسية)
- كات كويرو على موقع أول موفي (الإنجليزية)
- كات كويرو على موقع قاعدة بيانات الأفلام السويدية (السويدية)
- كات كويرو على موقع قاعدة بيانات الفيلم (الإنجليزية)
- كات كويرو على موقع كينوبويسك (الروسية)